# Liste der Bodendenkmäler in Pilsting
Auf dieser Seite sind die Bodendenkmäler in dem niederbayerischen Markt Pilsting zusammengestellt. Diese Tabelle ist eine Teilliste der Liste der Bodendenkmäler in Bayern. Grundlage ist die Bayerische Denkmalliste, die auf Basis des Bayerischen Denkmalschutzgesetzes vom 1. Oktober 1973 erstmals erstellt wurde und seither durch das Bayerische Landesamt für Denkmalpflege geführt wird. Die folgenden Angaben ersetzen nicht die rechtsverbindliche Auskunft der Denkmalschutzbehörde.

## Bodendenkmäler in Pilsting

### Bodendenkmäler in der Gemarkung Ganacker
| Lage                | Objekt | Akten-Nr.     | Bild |
| ------------------- | --- | ------------- | ---- |
| Ganacker (Standort) | Siedlung der Linear- und Stichbandkeramik, der Gruppe Oberlauterbach sowie der Münchshöfener Gruppe. Verebnetes Grabenwerk vor- und frühgeschichtlicher Zeitstellung mit zwei Gräben. | D-2-7241-0020 |      |
| Ganacker (Standort) | Siedlung vor- und frühgeschichtlicher Zeitstellung. | D-2-7241-0022 |      |
| Ganacker (Standort) | Siedlung vor- und frühgeschichtlicher Zeitstellung. | D-2-7241-0024 |      |
| Ganacker (Standort) | Siedlung der Linear- und Stichbandkeramik, der Gruppe Oberlauterbach und der Bronzezeit. Grabenwerk der Altheimer Gruppe. | D-2-7241-0025 |      |
| Ganacker (Standort) | Siedlung vorgeschichtlicher und neolithischer Zeitstellung, unter anderem der Linearbandkeramik, der Gruppe Oberlauterbach und der Münchshöfener Gruppe, sowie der Bronzezeit, Urnenfelder- und Hallstattzeit.                                                                             | D-2-7241-0026 |      |
| Ganacker (Standort) | Siedlung vor- und frühgeschichtlicher Zeitstellung. | D-2-7241-0044 |      |
| Ganacker (Standort) | Siedlung vor- und frühgeschichtlicher Zeitstellung. | D-2-7241-0052 |      |
| Ganacker (Standort) | Verebnete Grabhügel vorgeschichtlicher Zeitstellung. | D-2-7241-0053 |      |
| Ganacker (Standort) | Siedlung und verebnete Gräben vor- und frühgeschichtlicher Zeitstellung. | D-2-7241-0054 |      |
| Ganacker (Standort) | Siedlung vor- und frühgeschichtlicher Zeitstellung. | D-2-7241-0055 |      |
| Ganacker (Standort) | Siedlung vor- und frühgeschichtlicher Zeitstellung. | D-2-7241-0057 |      |
| Ganacker (Standort) | Siedlung des Mittel- und Jungneolithikums (Facies Wallerfing) sowie der frühen Bronzezeit. Bestattungsplatz der Glockenbecherkultur. | D-2-7241-0058 |      |
| Ganacker (Standort) | Siedlung vor- und frühgeschichtlicher Zeitstellung. | D-2-7241-0059 |      |
| Ganacker (Standort) | Siedlung der mittleren und späten Bronzezeit sowie der Urnenfelderzeit. Bestattungsplatz der Schnurkeramik. | D-2-7241-0061 |      |
| Ganacker (Standort) | Untertägige Befunde des Mittelalters und der frühen Neuzeit im Bereich der Katholischen Kirche St. Markus in Mögling, darunter die Spuren von Vorgängerbauten bzw. älteren Bauphasen. Siehe auch: St. Markus (Mögling)                                                                     | D-2-7241-0278 |      |
| Ganacker (Standort) | Siedlung der Linear- und Stichbandkeramik, der Gruppe Oberlauterbach, der Münchshöfener Gruppe und der römischen Kaiserzeit. Bestattungsplatz vor- und frühgeschichtlicher Zeitstellung.                                                                                                   | D-2-7242-0001 |      |
| Ganacker (Standort) | Siedlung des Neolithikums, unter anderem der Stichbandkeramik und der Gruppe Oberlauterbach, sowie der mittleren Bronzezeit, der späten Hallstatt- und der frühen Latènezeit. | D-2-7242-0002 |      |
| Ganacker (Standort) | Siedlung der Linear- und Stichbandkeramik, der Gruppe Oberlauterbach, der Münchshöfener Gruppe sowie der Altheimer Gruppe oder der Bronzezeit. Bestattungsplatz der Schnurkeramik. | D-2-7242-0003 |      |
| Ganacker (Standort) | Siedlung des Neolithikums, unter anderem der Linearbandkeramik. | D-2-7242-0004 |      |
| Ganacker (Standort) | Siedlung und Bestattungsplatz der Hallstattzeit. | D-2-7242-0128 |      |
| Ganacker (Standort) | Siedlung und verebnete Grabhügel der Hallstattzeit. Verebnetes Grabenwerk mit zwei Gräben vor- und frühgeschichtlicher Zeitstellung. | D-2-7242-0129 |      |
| Ganacker (Standort) | Siedlung, verebnete Gräben und Bestattungsplatz vor- und frühgeschichtlicher Zeitstellung. Verebnete vorgeschichtliche Grabhügel mit Kreisgräben. | D-2-7242-0134 |      |
| Ganacker (Standort) | Siedlung vor- und frühgeschichtlicher Zeitstellung. | D-2-7242-0136 |      |
| Ganacker (Standort) | Siedlung vor- und frühgeschichtlicher Zeitstellung. | D-2-7242-0137 |      |
| Ganacker (Standort) | Siedlung vor- und frühgeschichtlicher Zeitstellung. | D-2-7242-0138 |      |
| Ganacker (Standort) | Siedlung und Bestattungsplatz vor- und frühgeschichtlicher Zeitstellung. Verebnete vorgeschichtliche Grabhügel. | D-2-7242-0140 |      |
| Ganacker (Standort) | Siedlung vor- und frühgeschichtlicher bzw. mittelalterlich-frühneuzeitlicher Zeitstellung. | D-2-7242-0141 |      |
| Ganacker (Standort) | Verebnete Grabhügel vorgeschichtlicher Zeitstellung. | D-2-7242-0142 |      |
| Ganacker (Standort) | Siedlung des Neolithikums, der Urnenfelder-, Hallstatt- und Latènezeit. Verebnetes Grabenwerk vor- und frühgeschichtlicher Zeitstellung. | D-2-7242-0143 |      |
| Ganacker (Standort) | Siedlung der frühen Urnenfelderzeit und der Urnenfelder- bzw. Hallstattzeit. Bestattungsplatz der späten Bronzezeit und frühen Urnenfelderzeit. Frühmittelalterliche Reihengräber. | D-2-7242-0144 |      |
| Ganacker (Standort) | Verebnetes Grabenwerk vor- und frühgeschichtlicher Zeitstellung. Siedlung der Urnenfelder- und der Hallstattzeit. | D-2-7242-0145 |      |
| Ganacker (Standort) | Verebnete Grabhügel vorgeschichtlicher Zeitstellung. | D-2-7242-0147 |      |
| Ganacker (Standort) | Siedlung vor- und frühgeschichtlicher Zeitstellung. | D-2-7242-0148 |      |
| Ganacker (Standort) | Siedlung der Münchshöfener Gruppe. | D-2-7242-0150 |      |
| Ganacker (Standort) | Siedlung vor- und frühgeschichtlicher Zeitstellung. Verebneter Grabhügel vorgeschichtlicher Zeitstellung mit Kreisgraben. | D-2-7242-0162 |      |
| Ganacker (Standort) | Siedlung vor- und frühgeschichtlicher Zeitstellung. | D-2-7242-0165 |      |
| Ganacker (Standort) | Siedlung der Urnenfelder- und Hallstattzeit. | D-2-7242-0171 |      |
| Ganacker (Standort) | Siedlung vorgeschichtlicher Zeitstellung. | D-2-7242-0175 |      |
| Ganacker (Standort) | Siedlung und Bestattungsplatz vor- und frühgeschichtlicher Zeitstellung. Verebnete Grabhügel vorgeschichtlicher Zeitstellung, z. T. mit Kreisgräben. | D-2-7242-0193 |      |
| Ganacker (Standort) | Verebnete Grabhügel vorgeschichtlicher Zeitstellung. | D-2-7242-0195 |      |
| Ganacker (Standort) | Siedlung und verebnetes Grabenwerk vor- und frühgeschichtlicher Zeitstellung. | D-2-7242-0196 |      |
| Ganacker (Standort) | Siedlung vor- und frühgeschichtlicher Zeitstellung. | D-2-7242-0197 |      |
| Ganacker (Standort) | Siedlung und verebnetes Grabenwerk vor- und frühgeschichtlicher Zeitstellung. | D-2-7242-0198 |      |
| Ganacker (Standort) | Siedlung vor- und frühgeschichtlicher Zeitstellung. | D-2-7242-0199 |      |
| Ganacker (Standort) | Siedlung vor- und frühgeschichtlicher Zeitstellung. | D-2-7242-0200 |      |
| Ganacker (Standort) | Siedlung vor- und frühgeschichtlicher Zeitstellung. | D-2-7242-0202 |      |
| Ganacker (Standort) | Verebnete Grabhügel vorgeschichtlicher Zeitstellung. | D-2-7242-0203 |      |
| Ganacker (Standort) | Siedlung vor- und frühgeschichtlicher Zeitstellung. | D-2-7242-0204 |      |
| Ganacker (Standort) | Verebnetes Grabenwerk vor- und frühgeschichtlicher Zeitstellung. | D-2-7242-0205 |      |
| Ganacker (Standort) | Siedlung vor- und frühgeschichtlicher Zeitstellung. | D-2-7242-0206 |      |
| Ganacker (Standort) | Siedlung vor- und frühgeschichtlicher Zeitstellung. | D-2-7242-0207 |      |
| Ganacker (Standort) | Siedlung vor- und frühgeschichtlicher Zeitstellung. | D-2-7242-0208 |      |
| Ganacker (Standort) | Siedlung der Altheimer Gruppe, der frühen Bronzezeit, der späten Urnenfelderzeit, der Hallstattzeit, der frühen und mittleren Latènezeit sowie der römischen Kaiserzeit. Bestattungsplatz der frühen Bronzezeit und der Urnenfelderzeit.                                                   | D-2-7242-0212 |      |
| Ganacker (Standort) | Untertägige Befunde des Mittelalters und der frühen Neuzeit im Bereich der Katholischen Kirche St. Petrus und Paulus in Trieching, darunter die Spuren von Vorgängerbauten bzw. älteren Bauphasen. Siehe auch: St. Petrus und Paulus (Trieching)                                           | D-2-7242-0464 |      |
| Ganacker (Standort) | Untertägige Befunde des Mittelalters und der frühen Neuzeit im Bereich der Katholischen Kirche St. Leonhard mit zugehörigem, ummauerten Friedhof mit Friedhofskapelle in Ganacker, darunter die Spuren von Vorgängerbauten bzw. älteren Bauphasen. Siehe auch: St. Leonhard (Ganacker)     | D-2-7242-0494 |      |
| Ganacker (Standort) | Verebnete Grabhügel vorgeschichtlicher Zeitstellung. | D-2-7242-0514 |      |
| Ganacker (Standort) | Untertägige Befunde des Mittelalters und der frühen Neuzeit im Bereich der Katholischen Kirche St. Nikolaus mit zugehörigem, ummauerten, z. T. aufgelassenen Friedhof in Gosselding, darunter die Spuren von Vorgängerbauten bzw. älteren Bauphasen. Siehe auch: St. Nikolaus (Gosselding) | D-2-7242-0521 |      |
| Ganacker (Standort) | Siedlung vor- und frühgeschichtlicher Zeitstellung. | D-2-7342-0346 |      |

### Bodendenkmäler in der Gemarkung Großenpinning
| Lage                     | Objekt                                                | Akten-Nr.     | Bild |
| ------------------------ | ----------------------------------------------------- | ------------- | ---- |
| Großenpinning (Standort) | Siedlung des Jungneolithikums (Münchshöfener Gruppe). | D-2-7241-0243 |      |

### Bodendenkmäler in der Gemarkung Großköllnbach
| Lage                     | Objekt | Akten-Nr.     | Bild |
| ------------------------ | --- | ------------- | ---- |
| Großköllnbach (Standort) | Grabhügel vorgeschichtlicher Zeitstellung. | D-2-7241-0006 |      |
| Großköllnbach (Standort) | Grabhügel vorgeschichtlicher Zeitstellung. | D-2-7241-0007 |      |
| Großköllnbach (Standort) | Verebnete Grabhügel vorgeschichtlicher Zeitstellung. Siedlung der (jüngeren) Linearbandkeramik, des Mittelneolithikums (Stichbandkeramik, Gruppe Oberlauterbach), der Münchshöfener Gruppe, der Bronzezeit, Hallstatt- und Latènezeit sowie des frühen Mittelalters. Bestattungsplatz vorgeschichtlicher Zeitstellung.                                                                   | D-2-7241-0010 |      |
| Großköllnbach (Standort) | Bestattungsplatz der Glockenbecherkultur. | D-2-7241-0011 |      |
| Großköllnbach (Standort) | Turmhügel des Mittelalters. Siehe auch: Turmhügel Großköllnbach | D-2-7241-0012 |      |
| Großköllnbach (Standort) | Siedlung des Spätneolithikums sowie der Bronzezeit, Urnenfelder- und Hallstattzeit. Bestattungsplatz der Hallstattzeit. | D-2-7241-0013 |      |
| Großköllnbach (Standort) | Siedlung der Linearbandkeramik, des Mittelneolithikums, der Altheimer Gruppe, des Spätneolithikums und der Hallstattzeit. | D-2-7241-0014 |      |
| Großköllnbach (Standort) | Siedlung der Gruppe Oberlauterbach und der Münchshöfener Gruppe. | D-2-7241-0015 |      |
| Großköllnbach (Standort) | Verebnetes Grabenwerk vor- und frühgeschichtlicher Zeitstellung. Siedlung der (jüngeren) Linearbandkeramik, der Gruppe Oberlauterbach und der Latènezeit. | D-2-7241-0043 |      |
| Großköllnbach (Standort) | Siedlung vor- und frühgeschichtlicher Zeitstellung. | D-2-7241-0064 |      |
| Großköllnbach (Standort) | Bestattungsplatz vorgeschichtlicher Zeitstellung mit Kreisgraben und Siedlungsspuren vor- und frühgeschichtlicher Zeitstellung. | D-2-7241-0066 |      |
| Großköllnbach (Standort) | Siedlung vor- und frühgeschichtlicher Zeitstellung. | D-2-7241-0067 |      |
| Großköllnbach (Standort) | Siedlung vor- und frühgeschichtlicher Zeitstellung. | D-2-7241-0068 |      |
| Großköllnbach (Standort) | Siedlung und verebnetes Grabenwerk vor- und frühgeschichtlicher Zeitstellung. | D-2-7241-0069 |      |
| Großköllnbach (Standort) | Siedlung vor- und frühgeschichtlicher Zeitstellung. | D-2-7241-0070 |      |
| Großköllnbach (Standort) | Siedlung vor- und frühgeschichtlicher Zeitstellung und verebnete vorgeschichtliche Grabhügel. | D-2-7241-0071 |      |
| Großköllnbach (Standort) | Siedlung vor- und frühgeschichtlicher Zeitstellung. | D-2-7241-0072 |      |
| Großköllnbach (Standort) | Siedlung vor- und frühgeschichtlicher Zeitstellung. | D-2-7241-0073 |      |
| Großköllnbach (Standort) | Siedlung vor- und frühgeschichtlicher Zeitstellung. | D-2-7241-0074 |      |
| Großköllnbach (Standort) | Siedlung vor- und frühgeschichtlicher Zeitstellung. | D-2-7241-0076 |      |
| Großköllnbach (Standort) | Siedlung vor- und frühgeschichtlicher Zeitstellung. | D-2-7241-0077 |      |
| Großköllnbach (Standort) | Siedlung vor- und frühgeschichtlicher Zeitstellung. | D-2-7241-0078 |      |
| Großköllnbach (Standort) | Untertägige Befunde des Mittelalters und der frühen Neuzeit im Bereich der Katholischen Kirche St. Magdalena und Elisabeth in Oberdaching, darunter die Spuren von Vorgängerbauten bzw. älteren Bauphasen. Siehe auch: St. Magdalena und Elisabeth | D-2-7241-0274 |      |
| Großköllnbach (Standort) | Verebnete vorgeschichtliche Grabhügel und Abschnittsbefestigung mit Graben vor- und frühgeschichtlicher oder mittelalterlicher Zeitstellung. | D-2-7341-0008 |      |
| Großköllnbach (Standort) | Untertägige Befunde des Mittelalters und der frühen Neuzeit im Bereich der abgegangenen Burg Leonsberg. Untertägige Befunde der frühen Neuzeit im Bereich der Katholischen Kirche Mariä Himmelfahrt, ehemalige Schlosskapelle St. Pankratius, in Leonsberg, darunter die Spuren von Vorgängerbauten bzw. älteren Bauphasen. Siehe auch: Schloss Leonsberg, Mariä Himmelfahrt (Leonsberg) | D-2-7341-0009 |      |
| Großköllnbach (Standort) | Verebnetes Grabenwerk vor- und frühgeschichtlicher Zeitstellung. Verebnete Grabhügel vorgeschichtlicher Zeitstellung. Siedlung der Linearbandkeramik und der vorgeschichtlichen Metallzeiten. | D-2-7341-0010 |      |
| Großköllnbach (Standort) | Weitgehend überbauter Turmhügel des Mittelalters. Untertägige Befunde der frühen Neuzeit im Bereich des Schlosses in Großköllnbach. | D-2-7341-0012 |      |
| Großköllnbach (Standort) | Verebnete Grabhügel vorgeschichtlicher Zeitstellung. Siedlung vor- und frühgeschichtlicher Zeitstellung, unter anderem der frühen und mittleren Bronzezeit sowie der Urnenfelderzeit. Bestattungsplatz der Glockenbecherkultur. | D-2-7341-0013 |      |
| Großköllnbach (Standort) | Siedlung vor- und frühgeschichtlicher Zeitstellung. | D-2-7341-0014 |      |
| Großköllnbach (Standort) | Siedlung vor- und frühgeschichtlicher Zeitstellung. Frühmittelalterliche Reihengräber. | D-2-7341-0015 |      |
| Großköllnbach (Standort) | Siedlung mit Pfostenbauten und verebnetes Grabenwerk vor- und frühgeschichtlicher Zeitstellung sowie verebneter vorgeschichtlicher Grabhügel mit Kreisgraben. | D-2-7341-0016 |      |
| Großköllnbach (Standort) | Siedlung mit Pfostenbauten und verebnetes Grabenwerk vor- und frühgeschichtlicher Zeitstellung sowie verebnete Grabhügel vorgeschichtlicher Zeitstellung mit Kreisgräben. | D-2-7341-0017 |      |
| Großköllnbach (Standort) | Siedlung vor- und frühgeschichtlicher Zeitstellung. | D-2-7341-0025 |      |
| Großköllnbach (Standort) | Verebnete Grabhügel vorgeschichtlicher Zeitstellung. | D-2-7341-0139 |      |
| Großköllnbach (Standort) | Verebnete Grabhügel vorgeschichtlicher Zeitstellung, davon einer mit Kreisgraben. Bestattungsplatz der Bronzezeit bzw. vorgeschichtlicher Zeitstellung. Siedlung der Linearbandkeramik, der Gruppen Oberlauterbach und Münchshöfen, der Bronzezeit, Urnenfelder- und Hallstattzeit sowie der römischen Kaiserzeit (Villa rustica).                                                       | D-2-7341-0140 |      |
| Großköllnbach (Standort) | Körpergräber vor- und frühgeschichtlicher Zeitstellung (frühmittelalterliche Reihengräber). | D-2-7341-0283 |      |
| Großköllnbach (Standort) | Siedlung vor- und frühgeschichtlicher Zeitstellung. | D-2-7341-0284 |      |
| Großköllnbach (Standort) | Siedlung vor- und frühgeschichtlicher Zeitstellung. | D-2-7341-0285 |      |
| Großköllnbach (Standort) | Verebnetes Grabenwerk und Siedlung vor- und frühgeschichtlicher Zeitstellung. | D-2-7341-0286 |      |
| Großköllnbach (Standort) | Siedlung und verebnete Grabenwerke vor- und frühgeschichtlicher Zeitstellung. | D-2-7341-0287 |      |
| Großköllnbach (Standort) | Siedlung vor- und frühgeschichtlicher Zeitstellung. | D-2-7341-0288 |      |
| Großköllnbach (Standort) | Siedlung vor- und frühgeschichtlicher Zeitstellung. | D-2-7341-0289 |      |
| Großköllnbach (Standort) | Siedlung vor- und frühgeschichtlicher Zeitstellung. | D-2-7341-0291 |      |
| Großköllnbach (Standort) | Siedlung vor- und frühgeschichtlicher Zeitstellung. | D-2-7341-0292 |      |
| Großköllnbach (Standort) | Verebnete Grabhügel vorgeschichtlicher Zeitstellung. | D-2-7341-0293 |      |
| Großköllnbach (Standort) | Siedlung vor- und frühgeschichtlicher Zeitstellung. | D-2-7341-0296 |      |
| Großköllnbach (Standort) | Siedlung vor- und frühgeschichtlicher Zeitstellung. | D-2-7341-0297 |      |
| Großköllnbach (Standort) | Siedlung vor- und frühgeschichtlicher Zeitstellung. | D-2-7341-0298 |      |
| Großköllnbach (Standort) | Siedlung vor- und frühgeschichtlicher Zeitstellung. | D-2-7341-0299 |      |
| Großköllnbach (Standort) | Siedlung vor- und frühgeschichtlicher Zeitstellung. | D-2-7341-0300 |      |
| Großköllnbach (Standort) | Siedlung vor- und frühgeschichtlicher Zeitstellung. | D-2-7341-0301 |      |
| Großköllnbach (Standort) | Siedlung vor- und frühgeschichtlicher Zeitstellung. | D-2-7341-0302 |      |
| Großköllnbach (Standort) | Siedlung vor- und frühgeschichtlicher Zeitstellung. | D-2-7341-0303 |      |
| Großköllnbach (Standort) | Siedlung vor- und frühgeschichtlicher Zeitstellung. | D-2-7341-0304 |      |
| Großköllnbach (Standort) | Siedlung vor- und frühgeschichtlicher Zeitstellung. | D-2-7341-0305 |      |
| Großköllnbach (Standort) | Verebneter Grabhügel vorgeschichtlicher Zeitstellung und Siedlung vor- und frühgeschichtlicher Zeitstellung. | D-2-7341-0306 |      |
| Großköllnbach (Standort) | Siedlung vor- und frühgeschichtlicher Zeitstellung. | D-2-7341-0307 |      |
| Großköllnbach (Standort) | Untertägige Befunde des Mittelalters und der frühen Neuzeit im Bereich der Katholischen Pfarrkirche St. Georg mit zugehörigem, ummauerten, aufgelassenen Friedhof in Großköllnbach, darunter die Spuren von Vorgängerbauten bzw. älteren Bauphasen. Siehe auch: St. Georg (Großköllnbach)                                                                                                | D-2-7341-0417 |      |

### Bodendenkmäler in der Gemarkung Harburg
| Lage               | Objekt                                                                                       | Akten-Nr.     | Bild |
| ------------------ | -------------------------------------------------------------------------------------------- | ------------- | ---- |
| Harburg (Standort) | Verebneter Burgstall des Mittelalters bzw. der frühen Neuzeit. Siehe auch: Burgstall Harburg | D-2-7341-0022 |      |
| Harburg (Standort) | Siedlung vor- und frühgeschichtlicher Zeitstellung.                                          | D-2-7341-0309 |      |
| Harburg (Standort) | Siedlung und Körpergräber vor- und frühgeschichtlicher Zeitstellung.                         | D-2-7341-0314 |      |
| Harburg (Standort) | Verebnetes Grabenwerk und Siedlung vor- und frühgeschichtlicher Zeitstellung.                | D-2-7341-0332 |      |
| Harburg (Standort) | Siedlung vor- und frühgeschichtlicher Zeitstellung.                                          | D-2-7342-0385 |      |
| Harburg (Standort) | Siedlung vor- und frühgeschichtlicher Zeitstellung.                                          | D-2-7342-0386 |      |

### Bodendenkmäler in der Gemarkung Landau a.d.Isar
| Lage                       | Objekt                                   | Akten-Nr.     | Bild |
| -------------------------- | ---------------------------------------- | ------------- | ---- |
| Landau a.d.Isar (Standort) | Teilstück der Römerstraße Landshut-Moos. | D-2-7242-0467 |      |

### Bodendenkmäler in der Gemarkung Ottering
| Lage                | Objekt                                                                             | Akten-Nr.     | Bild |
| ------------------- | ---------------------------------------------------------------------------------- | ------------- | ---- |
| Ottering (Standort) | Grabhügel vorgeschichtlicher Zeitstellung, unter anderem der mittleren Bronzezeit. | D-2-7241-0005 |      |

### Bodendenkmäler in der Gemarkung Pilsting
| Lage                | Objekt | Akten-Nr.     | Bild |
| ------------------- | --- | ------------- | ---- |
| Pilsting (Standort) | Bestattungsplatz vor- und frühgeschichtlicher Zeitstellung, darunter verebnete vorgeschichtliche Grabhügel. Verebnetes Grabenwerk vor- und frühgeschichtlicher Zeitstellung. Siedlung der Hallstatt- und frühen Latènezeit sowie der römischen Kaiserzeit.                                                                             | D-2-7241-0031 |      |
| Pilsting (Standort) | Bestattungsplatz vor- und frühgeschichtlicher Zeitstellung, darunter ein verebneter vorgeschichtlicher Grabhügel. Siedlung der Hallstattzeit und des späten Mittelalters. | D-2-7241-0032 |      |
| Pilsting (Standort) | Siedlung des Mittelneolithikums, der frühen und mittleren Bronzezeit, der Urnenfelder- und Hallstattzeit, der mittleren und späten Latènezeit, der (mittleren) römischen Kaiserzeit, des frühen Mittelalters und der frühen Neuzeit. Bestattungsplatz und Grabenwerk (Herrenhof) der Hallstattzeit. Frühmittelalterliche Reihengräber. | D-2-7241-0033 |      |
| Pilsting (Standort) | Siedlung und verebnetes Grabenwerk vor- und frühgeschichtlicher Zeitstellung. | D-2-7241-0036 |      |
| Pilsting (Standort) | Siedlung vor- und frühgeschichtlicher Zeitstellung, unter anderem der Hallstattzeit. Grabenwerk (Herrenhof) der Hallstattzeit. | D-2-7241-0037 |      |
| Pilsting (Standort) | Siedlung der Linearbandkeramik und der römischen Kaiserzeit. | D-2-7241-0038 |      |
| Pilsting (Standort) | Siedlung und verebnetes Grabenwerk mit zwei Gräben vorgeschichtlicher Zeitstellung. | D-2-7241-0039 |      |
| Pilsting (Standort) | Verebnetes Grabenwerk, Siedlung und Bestattungsplatz vor- und frühgeschichtlicher Zeitstellung. | D-2-7241-0081 |      |
| Pilsting (Standort) | Siedlung vor- und frühgeschichtlicher Zeitstellung. Bestattungsplatz vor- und frühgeschichtlicher Zeitstellung, unter anderem der frühen Bronzezeit. Verebneter vorgeschichtlicher Grabhügel mit Kreisgraben. | D-2-7241-0082 |      |
| Pilsting (Standort) | Siedlung vor- und frühgeschichtlicher Zeitstellung. | D-2-7241-0083 |      |
| Pilsting (Standort) | Siedlung vor- und frühgeschichtlicher Zeitstellung, unter anderem der Gruppe Oberlauterbach und der römischen Kaiserzeit. Bestattungsplatz und Grabenwerk vor- und frühgeschichtlicher Zeitstellung. | D-2-7241-0084 |      |
| Pilsting (Standort) | Verebnete Grabhügel vorgeschichtlicher Zeitstellung. | D-2-7241-0085 |      |
| Pilsting (Standort) | Siedlung der Urnenfelderzeit und des frühen Mittelalters. Bestattungsplatz vor- und frühgeschichtlicher oder mittelalterlich-frühneuzeitlicher Zeitstellung. | D-2-7241-0262 |      |
| Pilsting (Standort) | Bestattungsplatz des frühen Mittelalters. | D-2-7241-0263 |      |
| Pilsting (Standort) | Untertägige Befunde des Mittelalters und der frühen Neuzeit im Bereich der Katholischen Pfarrkirche Mariä Himmelfahrt mit zugehörigem, ummauerten Friedhof sowie im Bereich der Katholischen Friedhofskapelle in Pilsting, darunter die Spuren von Vorgängerbauten bzw. älteren Bauphasen. Siehe auch: Mariä Himmelfahrt (Pilsting)    | D-2-7241-0281 |      |
| Pilsting (Standort) | Untertägige Befunde der frühen Neuzeit im Bereich der Wieskapelle Zum gegeißelten Heiland in Pilsting, darunter die Spuren von Vorgängerbauten bzw. älteren Bauphasen. | D-2-7241-0282 |      |
| Pilsting (Standort) | Verebnete vorgeschichtliche Grabhügel mit Kreisgräben und Siedlung vor- und frühgeschichtlicher Zeitstellung. | D-2-7242-0210 |      |
| Pilsting (Standort) | Steingebäude der römischen Kaiserzeit. | D-2-7242-0211 |      |
| Pilsting (Standort) | Siedlung vorgeschichtlicher Zeitstellung, der römischen Kaiserzeit und der Neuzeit. | D-2-7341-0156 |      |
| Pilsting (Standort) | Siedlung vor- und frühgeschichtlicher Zeitstellung. | D-2-7341-0310 |      |
| Pilsting (Standort) | Siedlung und verebnetes Grabenwerk vor- und frühgeschichtlicher Zeitstellung. | D-2-7341-0311 |      |
| Pilsting (Standort) | Verebnete Grabhügel vorgeschichtlicher Zeitstellung. | D-2-7341-0313 |      |
| Pilsting (Standort) | Siedlung vor- und frühgeschichtlicher Zeitstellung. | D-2-7341-0315 |      |
| Pilsting (Standort) | Siedlung vor- und frühgeschichtlicher Zeitstellung. | D-2-7341-0316 |      |
| Pilsting (Standort) | Siedlung vorgeschichtlicher Zeitstellung, unter anderem des Neolithikums, der Urnenfelder- oder Hallstattzeit und der römischen Kaiserzeit. | D-2-7341-0318 |      |
| Pilsting (Standort) | Siedlung des Neolithikums, der Bronzezeit, Urnenfelder-, Hallstatt- und Latènezeit, sowie der römischen Kaiserzeit. Bestattungsplatz der Urnenfelderzeit. | D-2-7342-0244 |      |
| Pilsting (Standort) | Frühmittelalterlicher Bestattungsplatz. | D-2-7342-0387 |      |
| Pilsting (Standort) | Verebnete Grabhügel vorgeschichtlicher Zeitstellung. | D-2-7342-0388 |      |
| Pilsting (Standort) | Siedlung vor- und frühgeschichtlicher Zeitstellung. | D-2-7342-0389 |      |
| Pilsting (Standort) | Siedlung vor- und frühgeschichtlicher bzw. mittelalterlich-frühneuzeitlicher Zeitstellung. | D-2-7342-0390 |      |
| Pilsting (Standort) | Siedlung vor- und frühgeschichtlicher Zeitstellung. | D-2-7342-0391 |      |

### Bodendenkmäler in der Gemarkung Waibling
| Lage                | Objekt | Akten-Nr.     | Bild |
| ------------------- | --- | ------------- | ---- |
| Waibling (Standort) | Grabhügel vorgeschichtlicher Zeitstellung. | D-2-7241-0008 |      |
| Waibling (Standort) | Siedlung vor- und frühgeschichtlicher Zeitstellung. | D-2-7241-0016 |      |
| Waibling (Standort) | Grabhügel vorgeschichtlicher Zeitstellung. | D-2-7241-0017 |      |
| Waibling (Standort) | Siedlung des Neolithikums und der römischen Kaiserzeit. | D-2-7241-0018 |      |
| Waibling (Standort) | Siedlung des Neolithikums, unter anderem der Linearbandkeramik und der Gruppe Oberlauterbach. | D-2-7241-0019 |      |
| Waibling (Standort) | Siedlung der Münchshöfener und der Altheimer Gruppe sowie der späten Latènezeit. | D-2-7241-0027 |      |
| Waibling (Standort) | Siedlung der mittleren Bronzezeit. | D-2-7241-0028 |      |
| Waibling (Standort) | Siedlung des Neolithikums, unter anderem der Linearbandkeramik und des Mittelneolithikums, der mittleren Bronzezeit, der Urnenfelder-, Hallstatt- und Latènezeit sowie der frühen Neuzeit. Bestattungsplatz vor- und frühgeschichtlicher Zeitstellung.           | D-2-7241-0029 |      |
| Waibling (Standort) | Siedlung vor- und frühgeschichtlicher Zeitstellung, unter anderem der Bronzezeit und Urnenfelderzeit. | D-2-7241-0030 |      |
| Waibling (Standort) | Siedlung vor- und frühgeschichtlicher Zeitstellung, unter anderem der Latènezeit, sowie des Mittelalters. | D-2-7241-0035 |      |
| Waibling (Standort) | Siedlung der Münchshöfener Gruppe, der Metallzeiten, unter anderem der Urnenfelder-, Hallstatt- und späten Latènezeit, sowie der frühen Neuzeit. | D-2-7241-0040 |      |
| Waibling (Standort) | Siedlung vorgeschichtlicher Zeitstellung, unter anderem der mittleren oder späten Latènezeit, sowie der frühen Neuzeit. | D-2-7241-0041 |      |
| Waibling (Standort) | Siedlung vorgeschichtlicher Zeitstellung, unter anderem der Gruppe Oberlauterbach und der Münchshöfener Gruppe, sowie der frühen Neuzeit. | D-2-7241-0042 |      |
| Waibling (Standort) | Siedlung des Neolithikums. | D-2-7241-0045 |      |
| Waibling (Standort) | Bestattungsplatz der Münchshöfener Gruppe. | D-2-7241-0046 |      |
| Waibling (Standort) | Siedlung der Altheimer Gruppe, der frühen bis mittleren Bronzezeit, der Urnenfelder- und Hallstattzeit, der frühen, mittleren und späten Latènezeit sowie des frühen Mittelalters. Bestattungsplatz der Glockenbecherkultur und des frühen Mittelalters.         | D-2-7241-0047 |      |
| Waibling (Standort) | Siedlung vor- und frühgeschichtlicher Zeitstellung. | D-2-7241-0060 |      |
| Waibling (Standort) | Bestattungsplatz der frühen Bronzezeit. | D-2-7241-0088 |      |
| Waibling (Standort) | Siedlung und Bestattungsplatz vor- und frühgeschichtlicher Zeitstellung, darunter verebnete, wohl bronzezeitliche und hallstattzeitliche Grabhügel, teilweise mit Kreisgräben.                                                                                   | D-2-7241-0090 |      |
| Waibling (Standort) | Siedlung und Bestattungsplatz vor- und frühgeschichtlicher Zeitstellung, darunter verebnete vorgeschichtliche Grabhügel mit Kreisgräben. | D-2-7241-0091 |      |
| Waibling (Standort) | Verebnete vorgeschichtliche Grabhügel mit Kreisgräben. Siedlung und verebnetes Grabenwerk vor- und frühgeschichtlicher Zeitstellung. | D-2-7241-0092 |      |
| Waibling (Standort) | Siedlung vor- und frühgeschichtlicher Zeitstellung. Verebneter vorgeschichtlicher Grabhügel mit Kreisgraben. | D-2-7241-0093 |      |
| Waibling (Standort) | Siedlung vor- und frühgeschichtlicher Zeitstellung, unter anderem der Altheimer Kultur und des frühen Mittelalters. Bestattungsplatz des frühen Mittelalters. | D-2-7241-0094 |      |
| Waibling (Standort) | Siedlung vor- und frühgeschichtlicher Zeitstellung. | D-2-7241-0095 |      |
| Waibling (Standort) | Siedlung vor- und frühgeschichtlicher Zeitstellung. | D-2-7241-0097 |      |
| Waibling (Standort) | Siedlung vor- und frühgeschichtlicher Zeitstellung. | D-2-7241-0098 |      |
| Waibling (Standort) | Siedlung vor- und frühgeschichtlicher Zeitstellung. | D-2-7241-0100 |      |
| Waibling (Standort) | Siedlung vor- und frühgeschichtlicher Zeitstellung. | D-2-7241-0101 |      |
| Waibling (Standort) | Verebnete vorgeschichtliche Grabhügel bzw. Siedlung vor- und frühgeschichtlicher Zeitstellung. | D-2-7241-0102 |      |
| Waibling (Standort) | Verebneter Grabhügel vorgeschichtlicher Zeitstellung. | D-2-7241-0103 |      |
| Waibling (Standort) | Siedlung vor- und frühgeschichtlicher Zeitstellung. | D-2-7241-0104 |      |
| Waibling (Standort) | Frühmittelalterliche Reihengräber. | D-2-7241-0261 |      |
| Waibling (Standort) | Untertägige Befunde des Mittelalters und der frühen Neuzeit im Bereich der Katholischen Kirche St. Aegidius, Margareta und Ottilia in Parnkofen, darunter die Spuren von Vorgängerbauten bzw. älteren Bauphasen. Siehe auch: St. Aegidius, Margareta und Ottilia | D-2-7241-0267 |      |
| Waibling (Standort) | Untertägige Befunde des Mittelalters und der frühen Neuzeit im Bereich der Katholischen Kirche St. Dionysius in Wirnsing, darunter die Spuren von Vorgängerbauten bzw. älteren Bauphasen. Siehe auch: St. Dionysius (Wirnsing)                                   | D-2-7241-0269 |      |
| Waibling (Standort) | Untertägige Befunde des Mittelalters und der frühen Neuzeit im Bereich der Katholischen Kirche St. Stephan in Waibling, darunter die Spuren von Vorgängerbauten bzw. älteren Bauphasen. Siehe auch: St. Stephan (Waibling)                                       | D-2-7241-0271 |      |
| Waibling (Standort) | Verebnetes Grabenwerk vor- und frühgeschichtlicher Zeitstellung. Siedlung vorgeschichtlicher Zeitstellung, unter anderem der Linearbandkeramik, der Urnenfelder- und Hallstattzeit, sowie der frühen Neuzeit.                                                    | D-2-7242-0130 |      |
| Waibling (Standort) | Siedlung und Bestattungsplatz vor- und frühgeschichtlicher Zeitstellung, darunter verebnete Grabhügel der mittleren Bronzezeit und der Hallstattzeit. | D-2-7242-0131 |      |
| Waibling (Standort) | Bestattungsplatz vor- und frühgeschichtlicher Zeitstellung, darunter verebnete Grabhügel der mittleren Bronzezeit und der Hallstattzeit. | D-2-7242-0132 |      |
| Waibling (Standort) | Siedlung vorgeschichtlicher Zeitstellung. | D-2-7242-0515 |      |
| Waibling (Standort) | Siedlung, verebnetes Grabenwerk und Bestattungsplatz vor- und frühgeschichtlicher Zeitstellung. | D-2-7341-0018 |      |
| Waibling (Standort) | Siedlung und Bestattungsplatz vor- und frühgeschichtlicher Zeitstellung. Verebneter Grabhügel vorgeschichtlicher Zeitstellung mit Kreisgraben. | D-2-7341-0019 |      |
| Waibling (Standort) | Teilstücke der Römerstraße Landshut-Moos. | D-2-7341-0020 |      |
| Waibling (Standort) | Vorgeschichtlicher bzw. frühmittelalterlicher Ringwall mit Innenbebauung. Siehe auch: Ringwall Schanz (Pilsting) | D-2-7341-0021 |      |
| Waibling (Standort) | Siedlung vor- und frühgeschichtlicher Zeitstellung. | D-2-7341-0023 |      |
| Waibling (Standort) | Siedlung vorgeschichtlicher Zeitstellung. | D-2-7341-0024 |      |
| Waibling (Standort) | Siedlung der späten Latènezeit, der römischen Kaiserzeit sowie des frühen, hohen und späten Mittelalters. | D-2-7341-0144 |      |
| Waibling (Standort) | Siedlung und Bestattungsplatz vor- und frühgeschichtlicher Zeitstellung, unter anderem der Glockenbecherkultur. | D-2-7341-0145 |      |
| Waibling (Standort) | Frühmittelalterliches Reihengräberfeld. | D-2-7341-0146 |      |
| Waibling (Standort) | Siedlung und Bestattungsplatz vor- und frühgeschichtlicher Zeitstellung. | D-2-7341-0147 |      |
| Waibling (Standort) | Siedlung vor- und frühgeschichtlicher Zeitstellung. | D-2-7341-0319 |      |
| Waibling (Standort) | Siedlung bzw. Bestattungsplatz vor- und frühgeschichtlicher Zeitstellung. | D-2-7341-0320 |      |
| Waibling (Standort) | Siedlung vor- und frühgeschichtlicher Zeitstellung. | D-2-7341-0321 |      |
| Waibling (Standort) | Siedlung vor- und frühgeschichtlicher Zeitstellung. | D-2-7341-0322 |      |
| Waibling (Standort) | Siedlung vor- und frühgeschichtlicher Zeitstellung. | D-2-7341-0323 |      |
| Waibling (Standort) | Siedlung und Körpergräber vor- und frühgeschichtlicher Zeitstellung. | D-2-7341-0324 |      |
| Waibling (Standort) | Siedlung und Körpergräber vor- und frühgeschichtlicher Zeitstellung. | D-2-7341-0325 |      |
| Waibling (Standort) | Siedlung und Körpergräber vor- und frühgeschichtlicher Zeitstellung. | D-2-7341-0326 |      |
| Waibling (Standort) | Siedlung vor- und frühgeschichtlicher Zeitstellung. | D-2-7341-0327 |      |
| Waibling (Standort) | Siedlung vor- und frühgeschichtlicher Zeitstellung. | D-2-7341-0331 |      |
| Waibling (Standort) | Verebnetes Grabenwerk und Bestattungsplatz der römischen Kaiserzeit. | D-2-7341-0414 |      |
| Waibling (Standort) | Siedlung der Urnenfelderzeit. | D-2-7341-0415 |      |